# Rosa Mística
Rosa Mística o Rosa Mystica es una advocación mariana del siglo XX. Se le atribuye su aparición en la primavera de 1947 en el pueblo de Montichiari, en Italia.  Por ese motivo se la conoce también como Madonna di Montichiari o Virgen de Montechiari.

## Historia
Se le atribuye a una mujer llamada Pierina Gilli haber sido la primera en presenciar las apariciones de la advocación. Ella manifiesta que en la primavera de 1947 se le apareció una mujer que más tarde se identificaría como la Virgen María. Gilli era una enfermera de la comuna de Montichiari, y el encuentro ocurrió en el hospital donde trabajaba.
Pierina Gilli era una humilde mujer nacida en 1911, y afirmaba tener un registro de su vida en un diario, lo que permitió hacer su biografía y tener los detalles de las apariciones bien registrados.
Pío XII tuvo una audiencia privada con Gilli el 9 de agosto de 1951. El encuentro se dio en Castelgandolfo.

## Culto
La advocación fue aprobada en julio de 2024 por la Iglesia católica.
Se han construido templos en varios lugares del mundo para su veneración. Su templo principal queda en Montichiari. Es llamado Templo de María Rosa Mística, pero se conoce como Fontanelle, ya que allí hay una fuente pequeña.
Se le venera el 13 de julio, ya que según Gilli, esa fue la fecha en que la advocación le pidió ser conmemorada.